# Сен-Дени, Бенуа
Бенуа́ Сен-Дени́ (фр. Benoît Saint Denis; род. 18 декабря 1995 год, Ним, Франция) — французский боец смешанных единоборств, выступающий в лёгком весе Ultimate Fighting Championship. Бывший чемпион Staredown Fighting Championship в полусреднем весе.
Занимает 13 строчку официального рейтинга UFC в лёгком весе.

## Биография
Сен-Дени родился 18 декабря 1995 года в городе Ниме. Он старший из пяти братьев в семье. Его отец служил офицером французской армии и увлекался дзюдо, а мать работала учителем.
Бенуа с 8 до 16 лет тренировался по дзюдо во Франции и Германии и получил чёрный пояс. В юности также играл в футбол и регби.
До того, как начать карьеру в смешанных единоборствах, служил в 1-м парашютно-десантном полку морской пехоты Франции. Он был оператором французской Специальной воздушной службы (SAS) и участвовал в операциях против террористических группировок в Мали и других странах Западной Африки. За свою службу был награждён Медалью Национальной признательности и Крестом Бойца.
После пяти лет службы в марте 2019 года Бенуа покинул армию.

## Карьера в MMA
Во время прохождения теста в сентябре 2018 года, организованного Даниэлем Вуарином, французским тренером, особенно выделялся среди всех тридцати бойцов.
После того как завершился контракт с армией, решил начать карьеру профессионального бойца. В начале 2019-го дал себе два года, чтобы пробиться на высший уровень в MMA. Бенуа обладал сбережениями, чтобы тренироваться полный рабочий день и подписать контракт с UFC.
Сен-Дени присоединился к команде Bulgarian Top Team топ-менеджера Гийома Пельтье. За одиннадцать месяцев он выиграл шесть боёв. Однако из-за пандемии COVID-19 темп его выступлений замедлился.
Под руководством Вуарина боец остался непобеждённым и одержал восемь побед в среднем, полусреднем и суперлёгком весе. Половину из них одержал в Brave Combat Federation, где в конечном итоге стал 1-м номером рейтинга в суперлёгком весе на момент перехода в UFC.

### Ultimate Fighting Championship
30 октября 2021 года Сен-Дени дебютировал в UFC в полусреднем весе на коротком уведомлении в бою против Элизеу Залески дус Сантуса на турнире UFC 267. Он проиграл бой единогласным решением судей.
4 июня 2022 года, перейдя в легкий вес, Сен-Дени встретился с Никласом Штольце на турнире UFC Fight Night: Волков vs. Розенстрайк. Он выиграл бой удушающим приемом во 2-м раунде.
3 сентября 2022 года Сен-Дени должен был встретиться с Христосом Гиагосом на турнире UFC Fight Night: Ган vs. Туиваса в Париже. Однако Гиагос снялся в августе из-за несчастного случая. В результате Сен-Дени встретился с Габриэлем Мирандой. Он выиграл бой техническим нокаутом в начале 2-го раунда. Эта победа принесла ему первый персональный бонус «Выступление вечера».
18 февраля 2023 года Сен-Дени должен был встретиться с Джо Солеки на турнире UFC Fight Night: Андради vs. Блэнчфилд. Однако он снялся с боя из-за травмы лодыжки.
1 июля 2023 года Сен-Дени должен был встретиться с Винсом Пичелом на турнире UFC on ESPN: Стрикленд vs. Магомедов. Однако Пичел снялся с боя в конце мая из-за травмы и был заменен на Исмаэла Бонфима. Сен-Дени одержал победу удушающим приемом сзади в 1-м раунде.
2 сентября 2023 года Сен-Дени встретился с Тиагу Мойзесом на турнире UFC Fight Night: Ган vs. Спивак в Париже. Он выиграл бой техническим нокаутом во 2-м раунде. Этот бой принес ему первый бонус «Бой вечера».
11 ноября 2023 года Сен-Дени встретился с Мэттом Фреволой на турнире UFC 295. Он выиграл бой нокаутом в 1-м раунде, и эта победа принесла ему вторую награду «Выступление вечера».
9 марта 2024 года Сен-Дени встретился с Дастином Порье в пятираундовом соглавном поединке на турнире UFC 299. По словам Дастина Порье, изначально бой был запланирован на начало главного карда UFC 300, запланированного на 13 апреля 2024 года. Однако после обсуждений бой был официально объявлен организаторами для UFC 299. Сен-Дени проиграл бой нокаутом во втором раунде. Тем не менее, яркое выступление в этом поединке принесло ему еще одну награду «Бой вечера».
28 сентября 2024 года Сен-Дени встретился с Ренато Мойкано в пяти раундах в качестве главного события турнира UFC Fight Night 245 в Париже. 
Бенуа проиграл бой техническим нокаутом, т.к из-за многочисленных повреждений на лице Сен-Дени, врач остановил бой перед началом третьего раунда.
10 мая 2025 года на турнире UFC 315 Бенуа должен был встретится с Йоэлем Альваресом. Однако Альварес снялся из-за травмы руки, полученной неделей ранее, и был заменен Кайлом Преполеком. Бенуа победил удушающим приемом «ручной треугольник» во втором раунде.

## Личная жизнь
Сен-Дени выбрал себе прозвище «Бог войны» по совету своих братьев после своей третьей профессиональной победы. Это отражает его военное прошлое и отношение к ММА- бойцу.
Трек выхода Сен-Дени основан на песне французских коммандос и композиции "Лови стиль Сен-Дени" (фр. Seine Saint-Denis Style) от французской хип-хоп-группы Suprême NTM.
Помимо своей карьеры в ММА, Сен-Дени иногда работает инструктором и тренером во французской частной охранной компании Chiron. Он женился на своей невесте Лоре за неделю до своего боя на UFC Fight Night 209. В июле 2023 года у них родилась дочь.
Лора — бывшая французская игрок сборной по мини-футболу, которая выиграла Лигу европейских чемпионов с футбольным клубом «Тулуза Метрополь». Она работает дрессировщиком собак и инструктором по стрельбе в полиции и была первой французской женщиной-полицейским, прошедшей курс по спецоружию и тактике (SWAT). Получив степень магистра в области спортивного менеджмента, она также является агентом Сен-Дени, занимаясь его спонсорами и социальными сетями.
У Сен-Дени четыре татуировки: кинжал французского спецназа, самурайский шлем из его первого клуба бразильского джиу-джитсу, Жанна д'Арк для рыцарского духа и крест тамплиеров как напоминание о миссиях по обеспечению безопасности, которые он выполнял в Мали.
В 2024 году по просьбе французских вооруженных сил он спонсировал французскую военную команду ММА, поддерживал благотворительные организации раненых солдат и участвовал в вербовке в армии.

## Титулы и достижения

### Ultimate Fighting Championship
- «Выступление вечера» (два раза) против: Габриэля Миранды и Мэтта Фреволы;
- «Бой вечера» (два раза) против: Тиаго Мойзеса и Дастина Порье;
- Первый французский боец, принявший участие и одержавший победу на турнире UFC во Франции;
- Первый французский боец, вошедший в рейтинг легкого дивизиона UFC.

### Brave Combat Federation
- Приём года
- Претендент номер 1, суперлегкий вес

### Staredown Fighting Championship
- Чемпион SFC (один раз, полусредний вес)

## Статистика в профессиональном ММА
По данным Sherdog:
| Боёв 18         | Побед 14 | Поражений 3 |
| --------------- | -------- | ----------- |
| Нокаутом        | 4        | 2           |
| Сдачей          | 10       | 0           |
| Решением        | 0        | 1           |
| Не состоявшихся | 1        | 1           |

| Результат    | Рекорд   | Соперник                  | Способ                                                   | Турнир                                  | Дата             | Раунд | Время | Место                    | Примечание                                                                                    |
| ------------ | -------- | ------------------------- | -------------------------------------------------------- | --------------------------------------- | ---------------- | ----- | ----- | ------------------------ | --------------------------------------------------------------------------------------------- |
| Победа       | 14-3 (1) | Кайл Преполек             | Сдача (ручной треугольник)                               | UFC 315                                 | 10 мая 2025      | 2     | 2:35  | Монреаль, Квебек, Канада |                                                                                               |
| Поражение    | 13-3 (1) | Ренату Мойкану            | Технический нокаут (остановка доктором)                  | UFC Fight Night: Мойкану vs. Сен-Дени   | 28 сентября 2024 | 2     | 5:00  | Париж, Франция           |                                                                                               |
| Поражение    | 13–2 (1) | Дастин Порье              | Нокаут (удар)                                            | UFC 299                                 | 9 марта 2024     | 2     | 2:32  | Майами, Флорида, США     | «Бой вечера» (2)                                                                              |
| Победа       | 13–1 (1) | Мэтт Фревола              | Нокаут (удар ногой в голову)                             | UFC 295                                 | 11 ноября 2023   | 1     | 1:31  | Нью-Йорк, США            | «Выступление вечера» (2)                                                                      |
| Победа       | 12–1 (1) | Тиагу Мойзес              | Технический нокаут (удары)                               | UFC Fight Night: Ган vs. Спивак         | 2 сентября 2023  | 2     | 4:44  | Париж, Франция           | «Бой вечера»                                                                                  |
| Победа       | 11–1 (1) | Исмаэл Бонфим             | Болевой приём (давление на челюсть)                      | UFC on ESPN: Стрикленд vs. Магомедов    | 1 июля 2023      | 1     | 4:48  | Лас-Вегас, Невада, США   |                                                                                               |
| Победа       | 10–1 (1) | Габриэль Миранда          | Технический нокаут (удары)                               | UFC Fight Night: Ган vs. Туиваса        | 3 сентября 2022  | 2     | 0:16  | Париж, Франция           | «Выступление вечера»                                                                          |
| Победа       | 9–1 (1)  | Никлас Штольц             | Удушающий приём (сзади)                                  | UFC Fight Night: Волков vs. Розенстрайк | 4 июня 2022      | 2     | 1:32  | Лас-Вегас, Невада, США   | Дебют в лёгком весе                                                                           |
| Поражение    | 8–1 (1)  | Элизеу Зелески дус Сантус | Единогласное решение                                     | UFC 267                                 | 30 октября 2021  | 3     | 5:00  | Абу-Даби, ОАЭ            | Дебют в UFC. Возвращение в полусредний вес. Залески был наказан снятием 1 балла за удар в пах |
| Победа       | 8–0 (1)  | Аркаиц Рамос              | Удушающий приём (ручной треугольник)                     | Brave CF 52                             | 1 августа 2021   | 1     | 3:09  | Милан, Италия            |                                                                                               |
| Победа       | 7–0 (1)  | Луан Сантьяго             | Удушающий приём (ручной треугольник)                     | Brave CF 49: Saint Denis vs Santiago    | 25 марта 2021    | 2     | 3:51  | Арад, Бахрейн            |                                                                                               |
| Победа       | 6–0 (1)  | Марио Саид                | Технический нокаут (удары)                               | Brave CF 38                             | 8 августа 2020   | 2     | 1:49  | Стокгольм, Швеция        | Дебют в суперлёгком весе                                                                      |
| Победа       | 5–0 (1)  | Ивица Трушчек             | Болевой приём (рычаг колена)                             | Brave CF 34                             | 19 января 2020   | 1     | 3:39  | Любляна, Словения        |                                                                                               |
| Не состоялся | 4–0 (1)  | Павел Килек               | Признан несостоявшимся (случайное столкновение головами) | Brave CF 28                             | 4 ноября 2019    | 2     | 5:00  | Бухарест, Румыния        | Сен-Дени не смог продолжить бой                                                               |
| Победа       | 4–0      | Ибрагим Байсаров          | Болевой приём (рычаг локтя)                              | European Beatdown 7                     | 12 октября 2019  | 1     | 2:47  | Монс, Бельгия            |                                                                                               |
| Победа       | 3–0      | Антуан Бенсимон           | Удушающий приём (гильотина)                              | Vic Fight: French Championship 2019     | 15 июня 2019     | 1     | 4:00  | Лонжюмо, Франция         |                                                                                               |
| Победа       | 2–0      | Артур Щепаняк             | Удушающий приём (сзади)                                  | Staredown Fighting Championship 14      | 21 марта 2019    | 3     | 3:00  | Антверпен, Бельгия       | Дебют в полусреднем весе. Завоевал вакантный пояс чемпиона SFC в полусреднем весе             |
| Победа       | 1–0      | Марк Домонт               | Техническая сдача (гильотина)                            | Lions Fighting Championship 8           | 16 февраля 2019  | 1     | 3:29  | Невшатель, Швейцария     | Дебют в среднем весе ММА                                                                      |